# Mosquer fosc
El mosquer fosc o papamosques americà fosc (Empidonax oberholseri) és una espècie d'ocell de la família dels tirànids (Tyrannidae) que cria als boscos i matolls de les zones occidentals del Canadà i els Estats Units, passant l'hivern a Mèxic.